# Wilhelm Weyrauch

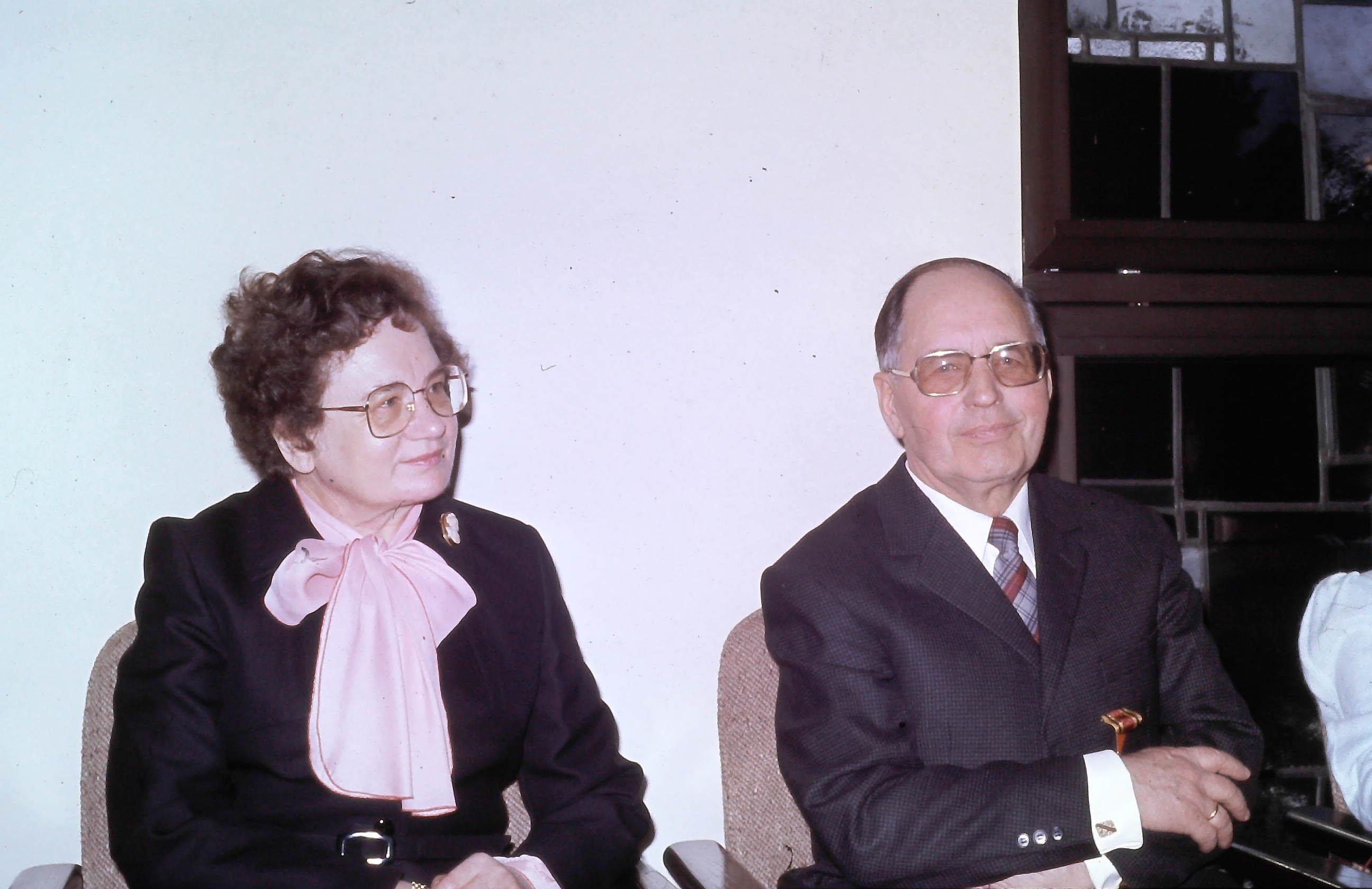
Wilhelm Weyrauch mit seiner Frau Ilse

Wilhelm Georg Rudolf Weyrauch (* 1. Mai 1914 in Darmstadt; † 22. September 2003 in Bensheim) war Heimatforscher und Kommunalpolitiker in Bensheim.

## Leben
Weyrauch, studierter Vermessungsingenieur, war Autor wichtiger regionalgeschichtlicher Forschungsergebnisse. Er arbeitete zusammen mit verschiedenen regionalhistorischen Stellen, wie beispielsweise der Historischen Kommission Hessen. Er war eines von zwölf Gründungsmitgliedern des Museumsvereins Bensheim. Zudem war er aktiver Kommunalpolitiker, so zum Beispiel jahrelang Stadtverordneter und Bauausschussvorsitzender. Er bemühte sich um die Rettung bedeutender historischer Bauwerke wie den Wambolter Hof und den Walderdorffer Hof, die vom Abriss bedroht waren.
Seine wissenschaftliche Schriften beinhalten wichtige Thesen zur Entstehung der Stadt Bensheim und zum Kloster Lorsch.
Für seine vielfältigen Leistungen wurde er mit dem Bundesverdienstkreuz, der Ehrenplakette der Stadt Bensheim, dem Ehrenvorsitz des Museumsvereins Bensheim, der Ehrenmitgliedschaft der Geschichts- und Heimatvereine im Kreis Bergstraße sowie Ehrung des Heimat- und Kulturvereins Lorsch ausgezeichnet.
Er war verheiratet mit Ilse Weyrauch, geb. Pieschl (1926–1993). Aus der Ehe gingen drei Kinder hervor. Sein Bruder war der Architekt Peter Weyrauch.

## Würdigung des Lebenswerks
Zum 100. Geburtstag wurde das Lebenswerk von Wilhelm Weyrauch gewürdigt. Die Regionalzeitung „Bergsträßer Anzeiger“ schrieb: „Der Kommunalpolitiker und Lokalhistoriker Wilhelm Weyrauch hat zweifelsohne in seinem Wohnort Bensheim wie auch im Kreis Bergstraße große Spuren hinterlassen. (…) Er erforschte die Geschichte und fasste seine Ergebnisse in zahlreichen Publikationen zusammen. (…) Als Stadtverordneter baute er die Brücke in die Gegenwart. Für sein vielfaches Wirken wurde er unter anderem mit dem Bundesverdienstkreuz und der Ehrenplakette der Stadt Bensheim ausgezeichnet. Am 1. Mai (2014) wäre er 100 Jahre alt geworden. Wilhelm Weyrauch, ein protestantischer Christ und ausgewiesener Nazi-Gegner, trat 1954 der Sozialdemokratischen Partei bei. Im Stadtparlament wirkte er von 1964 bis 1977 mit, unter anderem im Bauausschuss. Im politischen Miteinander machte er sich einen Namen durch eine Kultur des gegenseitigen Respekts. Stets hatte er eine Politik zum Wohle Bensheims im Blick. (…) Eine Vielzahl von Veröffentlichungen offenbart das Lebenswerk Weyrauchs. Der Historiker Lupold von Lehsten regte in seinem Nachruf an, eine Straße nach Wilhelm Weyrauch zu benennen.“

## Schriften von Wilhelm Weyrauch
- Der Felsberg im Odenwald. Karte 1:2500, fünffarbig. Hrsg. v. Amt für Bodendenkmalpflege. Darmstadt 1957.
- Zinsbuch des Hospitals Bensheim aus dem Jahr 1579. In: Karl Hellriegel: Heilig-Geist-Hospital Bensheim. Bensheim 1964, S. 22–34.
- Hutzelstraße und Schnellweg. In: 1200 Jahre Bensheim. Bensheim 1966, S. 155–177.
- Heinrich Giess. Der Ausgräber und seine Ausgrabungen. In: Geschichtsblätter Kreis Bergstraße. Bd. 4/1971, S. 105–109.
- Das Spital in Bensheim. In: Geschichtsblätter Kreis Bergstraße. Bd. 4/1971, S. 105–120.
- Altstraßen und vorgeschichtliche Fundstellen im Lorscher Raum. Karten zum Beitrag Werner Jorns: Zur Ur- und Frühgeschichte des Lorscher Raumes. In: Friedrich Knöpp (Hrsg.): Die Reichsabtei Lorsch: Festschrift zum Gedenken an ihre Stiftung 764. 1. Teil. Hessische Historische Kommission, Darmstadt 1973, S. 13, 21.
- Stadtrecht und Wappen. Entwurf zum vorliegenden Buchbeitrag. In: Mitteilungen des Museumsvereins Bensheim. Bd. 1/Juli 1979, S. 13–16, Bd. 2/Dezember 1979, S. 11–15, Bd. 3/Juli 1980, S. 11–21.
- Der Museumsverein in Bensheim vom Jahre 1908. In: Mitteilungen des Museumsvereins Bensheim. Bd. 11/Juli 1984, S. 11–14.
- Zur Geschichte des Museumsvereins Bensheim e.V. In: Mitteilungen des Museumsvereins Bensheim. Bd. 12/Dezember 1984, S. 10–18.
- Heinrich Giess. Sein Leben, seine Grabungen und Grabungsberichte. In: Mitteilungen des Museumsvereins Bensheim. Bd. 13/Juli 1985, S. 41–44; Bd. 14/Dezember 1985, S. 9–15.
- Menhire als mittelalterliche Grenzmale. In: Geschichtsblätter Kreis Bergstraße. Bd. 19/1986, S. 49–54.
- Jubiläum der Main-Neckar-Bahn. In: Mitteilungen des Museumsvereins Bensheim. Bd. 15/2. Halbjahr 1986, S. 33–41.
- Ein Stadtteil wächst heran: Der Norden der Weststadt von Bensheim. In: Mitteilungen des Museumsvereins Bensheim. Bd. 26/1. Halbjahr 1992, S. 29–32.
- (mit Friedrich Karl Azzola) Der Sarkophag von Kloster Hagen bei Lorsch. In: Geschichtsblätter Kreis Bergstraße. Bd. 25/1992, S. 155–187.
- Alengasse oder Altengasse. In: Geschichtsblätter Kreis Bergstraße. Bd. 8/1997, S. 232–234.
- Zu den Ursprüngen von Lorsch: Die erste Kirche in Lauresham. In: Geschichtsblätter Kreis Bergstraße. Bd. 33/2000, S. 11–64.
- Das frühe Bensheim. Vorträge und Aufsätze zur Entwicklungsgeschichte der Stadt. Mit zahlreichen historischen Abbildungen. VVB Laufersweiler Verlag, Gießen 2004.